# Idosa
La idosa es un monosacárido de seis carbonos con un grupo aldehído por lo que pertenece al grupo de las aldosas y dentro de este al de las aldohexosas. Forma parte de los azúcares que componen algunos glucosaminoglucanos como el dermatán sulfato y el heparán sulfato, importantes componentes de la matriz extracelular. El primer y tercer grupo hidroxilo se disponen en una posición opuesta a los hidroxilos de las posiciones segunda y cuarta. La idosa se puede obtener por condensación aldólica de D- y L-gliceraldehído. La L-idosa es un epímero de la D-glucosa.